# Aleksandr Pavlov
Aleksandr Pavlov (n. 9 iulie 1973, Sovetsk, RSFS Rusă, URSS) este un luptător ce a reprezentat Belarus, medaliat olimpic. A participat la o ediție a Jocurilor Olimpice (1996) în care a câștigat o medalie de argint.

## Participări
Lista de mai jos prezintă principalele competiții la care a participat Aleksandr Pavlov de-a lungul carierei.
- wrestling at the 1996 Summer Olympics – men's Greco-Roman light flyweight[*]